# Menhir von Crehelp
 Der Menhir von Crehelp (auch Prince Aralt’s Grave – deutsch „Prinz Haralds Grab“ – genannt) ist ein Menhir (englisch Standing Stone) im Townland Crehelp (irisch Craobh Eilpe) zwischen Hollywood und Donard, nahe der Grenze zum County Kildare im County Wicklow in Irland.

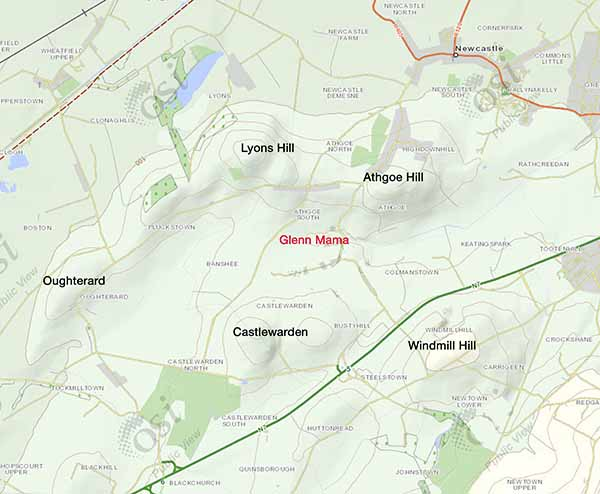
Ort der Schlacht von Glenmama

Nach den Annalen der vier Meister, den Annalen von Ulster und den Annalen von Inisfallen fand 999 n. Chr. die Schlacht von Glenmama (auch Gleann Mama) nahe dem Lyons Hill in Ardclough im County Kildare statt. In der Schlacht erlitten die Kräfte von Leinster unter König Máel Mórda mac Murchada und seinem dänischen Verbündeten Sigtrygg Silkbeard, König von Dublin gegen die von Brian Boru geführten Kräfte der Königreiche Meath und Munster eine vernichtende Niederlage. 
Die Granitsäule markiert angeblich das Grab von Prinz Aralt (Haraldr Óláfsson), einem Unterkönigs der Wikinger, der im Kampf getötet wurde. Die etwa 1,8 m hohe eingezäunte Säule, mit quadratischem Querschnitt von 0,26 bis 0,27 m, hat etwa einen halben Meter von oben ein rechteckiges Loch von 0,11 m Breite und 0,23 m Höhe. Der Stein stammt vermutlich von einem früheren Friedhof oder von einem Cillin.